# Beatebergs socken
Beatebergs socken i Västergötland ingick i Vadsbo härad, ingår sedan 1971 i Töreboda kommun och motsvarar från 2016 Beatebergs distrikt.
Socknens areal är 69,75 kvadratkilometer varav 59,73 land. År 2000 fanns här 124 invånare.  Godset Ryholm samt kyrkbyn Beateberg med sockenkyrkan Beatebergs kyrka ligger i socknen.

## Administrativ historik
Socknen bildades före 1540 genom en utbrytning ur Hunnekulla socken. Namnet var före 1758 Ruda socken eller Hunnekulla socken. Före den 12 april 1889 hette jordebokssocknen Hunnekulla eller Beateberg, men förkortades då till endast Beateberg.
Vid kommunreformen 1862 övergick socknens ansvar för de kyrkliga frågorna till Beatebergs församling och för de borgerliga frågorna bildades Beatebergs landskommun. Landskommunen uppgick 1952 i Moholms landskommun som 1971 uppgick i Töreboda kommun. Församlingen uppgick 2002 i Fägre församling.
1 januari 2016 inrättades distriktet Beateberg, med samma omfattning som församlingen hade 1999/2000.  
Socknen har tillhört län, fögderier, tingslag och domsagor enligt vad som beskrivs i artikeln Vadsbo härad. De indelta soldaterna tillhörde Skaraborgs regemente, Södra Vadsbo kompani.

## Geografi
Beatebergs socken ligger nordväst om Karlsborg med sjön Viken i nordväst. Socknen är en odlad slättbygd i väster med mossar i söder och kuperad skogsbygd i öster vid Vikaskogen. 

## Fornlämningar
Fossil åkermark har påträffats.

## Namnet
Namnet tillkom 1758 efter ett kapell som flyttades hit det året från Ryholm och hade sitt namn efter Beata Lagerholm på Ryholm. Jordebokssocknen namnändrades först 1874.